# Universiteit van Andorra
De Universiteit van Andorra is een hogeronderwijsinstelling in het prinsdom Andorra. De universiteit bestaat sinds 1997, toen twee Andorrese hogescholen samen werden gevoegd. Deze hogescholen bestonden al sinds 1988 en waren de eerste hogeronderwijsinstellingen in het prinsdom. Sinds 2003 is de universiteit gevestigd op een campus in de plaats Sant Julià de Lòria. De universiteit is lid van de samenwerkingsverbanden Xarxa Vives d'Universitats en European University Association. 
De Universiteit van Andorra biedt een aantal bacheloropleidingen aan. Daarnaast is er de mogelijkheid een master in de rechten te behalen via correspondentie en is er een deeltijdmaster in educatie.